# 第六十四号哨戒特務艇
第六十四号哨戒特務艇（だいろくじゅうよんごうしょうかいとくむてい）は、日本海軍の未成特務艇（哨戒特務艇）。第一号型哨戒特務艇の28番艇。

## 艇歴
マル戦計画の特務艇、第2121号艦型の64番艇、仮称艦名第2184号艦として計画。1944年11月5日、第六十四号哨戒特務艇と命名されて第一号型哨戒特務艇の25番艇に定められ、本籍を舞鶴鎮守府と仮定。1945年4月2日、株式会社佐賀造船鉄工所で進水。
5月25日、船体概成により佐賀造船鉄工所から舞鶴海軍工廠へ引き渡し。29日、艤装員事務所を舞鶴海軍工廠内に設置し事務開始。
終戦時未成。8月17日、工事中止が発令され工程99%で工事中止。戦後は舞鶴港内に繋留され、部品取りとして使用される。
1947年1月27日、舞鶴地方復員局所管の特別輸送艦に定められ、艦名を哨特第六十四号と改称し、特別保管艦（特）に指定される。2月1日、行動不能艦艇（特）に定められる。4月15日、特別輸送艦の定めを解かれた。11月22日、在東京アメリカ極東海軍司令部から、本船の漁船への改造許可が出された。その後の消息は詳らかではない。